# Trechtymirów
Trechtymirów (ukr. Трахтемирів, Trachtemyriw) – wieś na Ukrainie, w obwodzie czerkaskim, w rejonie czerkaskim. W 2001 roku liczyła 9 mieszkańców.
Niegdyś miasteczko i jedna z ważniejszych siedzib Kozaków zaporoskich. 

## Historia

### Prehistoria
Obszar zasiedlony w okresie prehistorycznym – ślady kultury mustierskiej. Od sąsiedniej wsi Zarubińce pochodzi nazwa kultura zarubiniecka. Między Zarubińcami a Trechtymirowem znajdują się pozostałości obszernego grodziska scytyjskiego.

### Średniowiecze
Przyjmuje się, że w okresie średniowiecza (XI-XII w.) na tym obszarze funkcjonował, wspominany w latopisach w związku z działalnością książąt ruskich i Połowców, staroruski gród Zarubin (utożsamiany z Zarubińcami), obejmujący sąsiednie tereny i ciągnący się aż po Perejasław.
Leżący na obszarze Księstwa Kijowskiego Trechtymirów znalazła się w 2 poł. XIV w. pod władzą wielkich książąt litewskich, a następnie w ramach państwa polsko-litewskiego.

### Rzeczpospolita Obojga Narodów
Pierwszym znanym z akt dziedzicem Trechtymirowa był starosta czerkaski i kaniowski Ostafi Daszkiewicz. Umierając w 1535 r., przekazał on monasterowi Pieczerskiemu Trechtemirów wraz z monasterkiem zarubinieckim i z przyległymi obszarami. Zygmunt I Stary zatwierdził tę darowiznę, lecz wkrótce potem Tatarzy spustoszyli te okolice. Ławra Pieczerska odstąpiła je więc zamkowi kijowskiemu w zamian za inne dobra. Wkrótce tereny te zasiedlili dobycznicy zobowiązani do łowów na rzecz wielkiego księcia litewskiego. W 1578 r. Stefan Batory nadał Kozakom zaporoskim Trechtymirów z poleceniem, by przy klasztorze zarubinieckim założyli szpital dla weteranów i kalek wojennych. Monastyr stał się schronieniem Kozaków i rezydencją przywódców kozackich. Po zniszczeniach wojennych XVII w. okolice Trechmirowa opustoszały. 

W Trechtymirowie między skałami był monastyr mnichów dyzunickich z przywilejami króla Jana Kazimiérza. Kozacy w tym klasztorze i w zamku Czehryńskim składali swe skarby; Gedeon Jerzy Chmielnicki mnich, mieszkał w tym Monastyrze. 

Dopiero w połowie XVIII w. rozpoczęła się powolna odbudowa. 
Dzierżawcami obszaru byli Stefan Luba Radzimiński i Antoni Trypolski. W 1741 roku w Trechtymirowie znajdowała się już cerkiew, a odbudowany monastyr w Zarubińcach przekazano bazylianom.
W latach sześćdziesiątych XVIII Trechtymirów był niewielką osadą liczącą 27 domów intraty. Była tu jedna karczma. Do starostwa trechtymirowskiego należały wsie: Monastyrek, Zarubińce, Hrehorówka, Bukryn Wielki i Mały, Kolesiszcza i Romaszki. Starostą był Stanisław Szczeniowski, konfederat barski. Jako miasteczko przy granicy z Rosją stał się siedzibą posterunku granicznego oraz komory celnej.
W 1768 r. hajdamacy pod wodzą Majborody zaatakowali Trechtymirów i spalili klasztor bazyliański.
Miasto królewskie w 1782 roku. 

### WImperium Rosyjskim
W okresie zaborów miasteczko znajdowało się w powiecie kaniowskim guberni kijowskiej. 

## Współczesność
Po pokoju ryskim w granicach USRR, w okresie II wojny światowej toczyły się tu ciężkie walki radziecko-niemieckie.
Po wojnie w okolicy wybudowano Zbiornik Kaniowski (1972–1978), zalewając sąsiednie wsie, m.in. Zarubińce i Monastyrki.
W 1994 r. w Trechtymirowie utworzono rezerwat kulturowo-historyczny "Trachtemyriw", zajmujący 590 ha i obejmujący 81 obiektów archeologicznych, 9 historycznych i 9 przyrodniczych, m.in. stanowisko kultury mustierskiej (120-130 tys. lat), grodzisko scytyjskie, cmentarz kozacki we wsi Trechtymirów. Funkcjonuje tu także prywatny regionalny park krajobrazowy (регіональний ландшафтний парк АТЗТ), stworzony przez gospodarstwo myśliwskie obejmujące prawie wymarłe wsie Trechtytmirow i Łukawica oraz resztki zatopionych wsi Zarubińce i Monastyrek.

## Wybitni trechtymirowianie
We wsi urodził się Petro Charytonowycz Krasiuk (Петро́ Харито́нович Красю́к), ukraiński poeta-satyryk i bajkopisarz (1924–2000).